# Pudlpointr
Pudlpointr (anglicky: Pudelpointer) je německé psí plemeno, vzniklé křížením velkého pudla a pointra.

## Historie
Plemeno vzniklé v Německu z křížení anglického pointra a velkého pudla, je dnes v České republice vcelku neznámé a málopočetné. Při šlechtění si chovatelé dávali velký pozor, aby se do chovu nepřipletlo jiné plemeno a pudlopointrové tak byli od ostatních psů izolováni. Se šlechtěním začal baron von Zedlitz, německý chovatel psů, který ke svému chovu použil jen sedm pudlů a přes sto pointrů. Cílem bylo plemeno se schopnostmi stavět, aportovat ve vodě i na souši a bez potíží s klouby. Oficiální používaná zkratka je PP. V Česku plemeno zastřešuje Klub chovatelů hrubosrstých a maďarských ohařů.

## Charakteristika

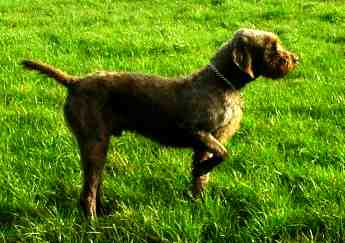
Stavějící pudlpointr

### Vzhled
Pudlpointr má spíše těžkou stavbu těla, které je pokryto hrubou srstí, v barvě hnědé, světlehnědé a černá, která jej chrání před vnějšími vlivy, jako je zima, voda. Je celkově dobře osvalený a jeho pohyb je plynulý, ladný.
Hlava je vyvážená, poměr mezi její šířkou a délkou musí být vyvážený. Mozkovna je plochá. Stop zřetelný. Nosní houba je dobře pigmentovaná a ladí s barvou srsti. Pysky přilehlé, zuby musí mít nůžkovitý skus. Oči velké, uložené po stranách hlavy v barvě jantaru. Uši jsou středně dlouho, zavěšené vysoko s mírně zaoblenými konci. Krk je středně dlouhý, dobře osvalený a bez laloku. Hřbet je krátký a rovný, spíše úzký. Ocas je rovný, středně dlouhý, ale kupíruje se. Nohy jsou dobře osvalené, dlouhé, štíhlé. Tlapky kulaté, téměř kočičí s černými drápky.

### Povaha
Povaha pudlpointra je hravá, aktivní a houževnatá. Jsou to inteligentní a bystří psi, kteří se lehko cvičí. Má vyvinuté lovecké pudy a je vhodný pro aportování z vody i na souši i stavění (stavění = stav, kdy pes „zmrzne“, zvedne přední nohu a natáhne ocas, čímž značí zvěř). Pudlpointři jsou klidní a vyrovnaní psi, nikdy ne nervozní. Také nebojácní a loajální vůči svému majiteli či rodině.

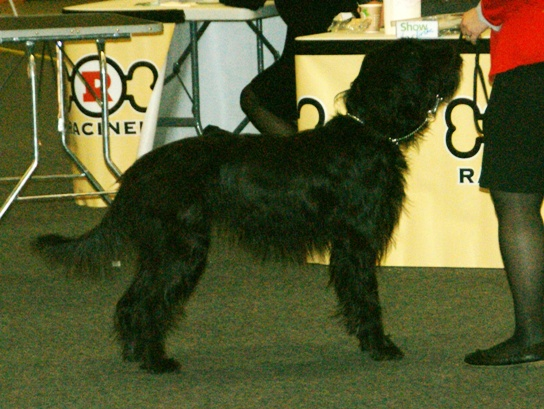
Černý pudlpointr

S dětmi vychází dobře a většinu jejich hrátek přetrpí. Je vhodné, chovat jej ve větší smečce psů, se kterými nemá problém vyjít, protože není příliš dominantní ani agresivní. Je schopný si zvyknout i na jiná domácí zvířata, ale při seznamování musí mít majitel stále na paměti, že je to lovecký pes.

### Zdraví
Pudlpointři jsou poměrně zdraví psi a přestože jejich předky jsou pudlové, kteří na dysplazii kyčelního kloubu netrpí, v Německu i v České republice platí přísná pravidla, co se kontrol kloubů týče. Chovatelé dobře hlídají i epilepsii, která se u nich může vyskytnout.